# A Sabrina, a tiniboszorkány epizódjainak listája
A Sabrina, a tiniboszorkány epizódjainak listája  tartalmazza a Sabrina, a tiniboszorkány sorozat 7 évadon, 163 részen keresztül bemutatott részeit. A sorozatban Sabrina Spellman élete látható a 16. születésnapjától kezdődően.

## Évados áttekintés
| Évad | Évad | Epizódok | Eredeti sugárzás     | Eredeti sugárzás  | Eredeti adó |
| Évad | Évad | Epizódok | Évadpremier          | Évadfinálé        | Eredeti adó |
| ---- | ---- | -------- | -------------------- | ----------------- | ----------- |
|      | 1    | 24       | 1996. szeptember 27. | 1997. május 16.   | ABC         |
|      | 2    | 26       | 1997. szeptember 26. | 1998. május 15.   | ABC         |
|      | 3    | 25       | 1998. szeptember 25. | 1999. május 21.   | ABC         |
|      | 4    | 22       | 1999. szeptember 24. | 2000. május 5.    | ABC         |
|      | 5    | 22       | 2000. szeptember 22. | 2001. május 18.   | The WB      |
|      | 6    | 22       | 2001. október 5.     | 2002. május 10.   | The WB      |
|      | 7    | 22       | 2002. szeptember 20. | 2003. április 24. | The WB      |

## 1. évad (1996-1997)
| Sor. | Év. | Cím                                  | Rendező          | Író                                                               | Premier              | Nézettség    |
| ---- | --- | ------------------------------------ | ---------------- | ----------------------------------------------------------------- | -------------------- | ------------ |
| 1.   | 1.  | Pilot                                | Robby Benson     | Történet: Barney Cohen és Kathryn Wallack Tévéjáték: Nell Scovell | 1996. szeptember 27. | 17,20 millió |
| 2.   | 2.  | Bundt Friday                         | Gary Halvorson   | Norma Safford Vela                                                | 1996. október 4.     | 14,90 millió |
| 3.   | 3.  | The True Adventures of Rudy Kazootie | Gail Mancuso     | Carrie Honigblum és Renee Phillips                                | 1996. október 11.    | 14,30 millió |
| 4.   | 4.  | Terrible Things                      | Gary Halvorson   | Jon Sherman                                                       | 1996. október 18.    | 15,80 millió |
| 5.   | 5.  | A Halloween Story                    | Gary Halvorson   | Nell Scovell                                                      | 1996. október 25.    | 16,40 millió |
| 6.   | 6.  | Dream Date                           | Gail Mancuso     | Rachel Lipman                                                     | 1996. november 1.    | 15,10 millió |
| 7.   | 7.  | Third Aunt From the Sun              | Gary Halvorson   | Nick Bakay                                                        | 1996. november 8.    | 16,20 millió |
| 8.   | 8.  | Magic Joel                           | Peter Baldwin    | Nell Scovell és Norma Safford Vela                                | 1996. november 15.   | 15,60 millió |
| 9.   | 9.  | Geek Like Me                         | Gary Halvorson   | Rachel Lipman                                                     | 1996. november 22.   | 15,60 millió |
| 10.  | 10. | Sweet and Sour Victory               | Robby Benson     | Neal Boushell és Sam O'Neal                                       | 1996. december 6.    | 13,90 millió |
| 11.  | 11. | A Girl and Her Cat                   | Brian K. Roberts | Frank Conniff                                                     | 1996. december 13.   | 16,00 millió |
| 12.  | 12. | Trial by Fury                        | Peter Baldwin    | Nell Scovell és Norma Safford Vela                                | 1997. január 3.      | 15,11 millió |
| 13.  | 13. | Jenny's Non-Dream                    | Chuck Vinson     | Jon Sherman                                                       | 1997. január 10.     | 16,22 millió |
| 14.  | 14. | Sabrina Through the Looking Glass    | Liz Plonka       | Nell Scovell                                                      | 1997. január 17.     | 16,53 millió |
| 15.  | 15. | Hilda and Zelda: The Teenage Years   | Peter Baldwin    | Nell Scovell                                                      | 1997. január 31.     | 15,34 millió |
| 16.  | 16. | Mars Attracts!                       | Gary Halvorson   | Nell Scovell                                                      | 1997. február 7.     | 15,26 millió |
| 17.  | 17. | First Kiss                           | Robby Benson     | Carrie Honigblum és Renee Phillips                                | 1997. február 14.    | 14,75 millió |
| 18.  | 18. | Sweet Charity                        | Peter Baldwin    | Nell Scovell                                                      | 1997. március 7.     | 15,64 millió |
| 19.  | 19. | Cat Showdown                         | David Grossman   | Frank Conniff                                                     | 1997. március 21.    | 15,26 millió |
| 20.  | 20. | Meeting Dad's Girlfriend             | David Grossman   | Történet: Sheldon Bull és Nell Scovell Tévéjáték: Nell Scovell    | 1997. április 4.     | 14,05 millió |
| 21.  | 21. | As Westbridge Turns                  | Gary Halvorson   | Nick Bakay                                                        | 1997. április 25.    | 12,00 millió |
| 22.  | 22. | The Great Mistake                    | Gary Halvorson   | Jon Sherman                                                       | 1997. május 2.       | 13,19 millió |
| 23.  | 23. | The Crucible                         | Gary Halvorson   | Történet: Nell Scovell Tévéjáték: Nell Scovell és Jon Sherman     | 1997. május 9.       | 13,16 millió |
| 24.  | 24. | Troll Bride                          | Peter Baldwin    | Nick Bakay és Frank Conniff                                       | 1997. május 16.      | 12,64 millió |

## 2. évad (1997-1998)
| Sor. | Év. | Cím                                   | Rendező          | Író                                 | Premier              | Nézettség    |
| ---- | --- | ------------------------------------- | ---------------- | ----------------------------------- | -------------------- | ------------ |
| 25.  | 1.  | Sabrina Gets Her License: Part 1      | Gary Halvorson   | Miriam Trogdon                      | 1997. szeptember 26. | 12,64 millió |
| 26.  | 2.  | Sabrina Gets Her License: Part 2      | Gary Halvorson   | Carrie Honigblum és Renee Phillips  | 1997. szeptember 26. | 12,64 millió |
| 27.  | 3.  | Dummy for Love                        | Gary Halvorson   | Holly Hester                        | 1997. október 3.     | 11,35 millió |
| 28.  | 4.  | Dante's Inferno                       | Gary Halvorson   | Charlie Tercek                      | 1997. október 10.    | 12,33 millió |
| 29.  | 5.  | A Doll's Story                        | Brian K. Roberts | Carrie Honigblum és Renee Phillips  | 1997. október 17.    | 12,34 millió |
| 30.  | 6.  | Sabrina, the Teenage Boy              | Peter Baldwin    | Nick Bakay                          | 1997. október 24.    | 11,83 millió |
| 31.  | 7.  | A River of Candy Corn Runs Through It | Gary Halvorson   | Frank Conniff                       | 1997. október 31.    | 10,90 millió |
| 32.  | 8.  | Inna Gadda Sabrina                    | Gary Halvorson   | Sheldon Bull                        | 1997. november 7.    | 13,62 millió |
| 33.  | 9.  | Witch Trash                           | Peter Baldwin    | Nick Bakay és Robin Bakay           | 1997. november 14.   | 12,45 millió |
| 34.  | 10. | To Tell a Mortal                      | Peter Baldwin    | Carrie Honigblum és Renee Phillips  | 1997. november 21.   | 13,38 millió |
| 35.  | 11. | Oh What a Tangled Spell She Weaves    | David Trainer    | Joan Binder és David Weiss          | 1997. december 5.    | 13,06 millió |
| 36.  | 12. | Sabrina Claus                         | Kenneth R. Koch  | Charlie Tercek                      | 1997. december 19.   | 11,99 millió |
| 37.  | 13. | Little Big Kraft                      | David Trainer    | Barney Cohen és Kathryn Wallack     | 1998. január 9.      | 13,74 millió |
| 38.  | 14. | Five Easy Pieces of Libby             | Gary Halvorson   | Frank Conniff                       | 1998. január 23.     | 13,50 millió |
| 39.  | 15. | Finger Lickin' Flu                    | Gary Halvorson   | Frank Conniff                       | 1998. január 30.     | 14,35 millió |
| 40.  | 16. | Sabrina and the Beanstalk             | Peter Baldwin    | Carrie Honigblum és Renee Phillips  | 1998. február 6.     | 13,46 millió |
| 41.  | 17. | The Equalizer                         | Linda Day        | Alexandra Komisaruk és Pamela Soper | 1998. február 13.    | 13,01 millió |
| 42.  | 18. | The Band Episode                      | Peter Baldwin    | Nick Bakay                          | 1998. február 27.    | 14,11 millió |
| 43.  | 19. | When Teens Collide                    | Gary Halvorson   | Sheldon Bull                        | 1998. március 6.     | 13,86 millió |
| 44.  | 20. | My Nightmare, the Car                 | Peter Baldwin    | Charlie Tercek                      | 1998. március 20.    | 12,89 millió |
| 45.  | 21. | Fear Strikes Up a Conversation        | Chuck Vinson     | Frank Conniff                       | 1998. április 3.     | 12,87 millió |
| 46.  | 22. | Quiz Show                             | Tibor Takács     | Holly Hester                        | 1998. április 17.    | 11,87 millió |
| 47.  | 23. | Disneyworld                           | David Trainer    | David Lesser                        | 1998. április 24.    | 12,56 millió |
| 48.  | 24. | Sabrina's Choice                      | Kenneth R. Koch  | Sheldon Bull                        | 1998. május 1.       | 11,67 millió |
| 49.  | 25. | Rumor Mill                            | Paul Hoen        | Nick Bakay                          | 1998. május 8.       | 10,80 millió |
| 50.  | 26. | Mom vs. Magic                         | Linda Day        | Sheldon Bull                        | 1998. május 15.      | 12,75 millió |

## 3. évad (1998-1999)
| Sor. | Év. | Cím                                       | Rendező         | Író                                                                           | Premier              | Nézettség    |
| ---- | --- | ----------------------------------------- | --------------- | ----------------------------------------------------------------------------- | -------------------- | ------------ |
| 51.  | 1.  | It's a Mad Mad Mad Mad Season Opener      | Linda Day       | Holly Hester                                                                  | 1998. szeptember 25. | 14,12 millió |
| 52.  | 2.  | Boy Was My Face Red                       | David Trainer   | Carrie Honigblum és Renee Phillips                                            | 1998. október 2.     | 13,22 millió |
| 53.  | 3.  | Suspicious Minds                          | Linda Day       | Dan Berendsen                                                                 | 1998. október 9.     | 12,92 millió |
| 54.  | 4.  | The Pom Pom Incident                      | Kim Friedman    | Charlie Tercek                                                                | 1998. október 16.    | 13,20 millió |
| 55.  | 5.  | Pancake Madness                           | Mark Cendrowski | Sheldon Bull                                                                  | 1998. október 23.    | 13,09 millió |
| 56.  | 6.  | Good Will Haunting                        | Kenneth R. Koch | Carrie Honigblum és Renee Phillips                                            | 1998. október 30.    | 13,42 millió |
| 57.  | 7.  | You Bet Your Family                       | David Trainer   | Nick Bakay                                                                    | 1998. november 6.    | 15,46 millió |
| 58.  | 8.  | And the Sabrina Goes To...                | Kenneth R. Koch | Frank Conniff                                                                 | 1998. november 13.   | 13,00 millió |
| 59.  | 9.  | Nobody Nose Libby Like Sabrina Nose Libby | Linda Day       | Sheldon Krasner és David Saling                                               | 1998. november 20.   | 12,33 millió |
| 60.  | 10. | Sabrina and the Beast                     | Sheldon Bull    | Danita Jones                                                                  | 1998. november 27.   | 10,66 millió |
| 61.  | 11. | Christmas Amnezia                         | Kenneth R. Koch | Frank Conniff                                                                 | 1998. december 11.   | 13,40 millió |
| 62.  | 12. | Whose So-Called Life Is It Anyway?        | Linda Day       | Charlie Tercek                                                                | 1999. január 8.      | 14,98 millió |
| 63.  | 13. | What Price Harvey?                        | Gary Halvorson  | Frank Conniff                                                                 | 1999. január 15.     | 13,76 millió |
| 64.  | 14. | Mrs. Kraft                                | Gary Halvorson  | Nick Bakay                                                                    | 1999. január 29.     | 13,38 millió |
| 65.  | 15. | Sabrina and the Pirates                   | Gary Halvorson  | Miriam Trogdon                                                                | 1999. február 5.     | 13,06 millió |
| 66.  | 16. | Sabrina, the Matchmaker                   | Gary Halvorson  | Történet: Paula Hart, Eric Schlecht és Dan Berendsen Tévéjáték: Dan Berendsen | 1999. február 12.    | 12,79 millió |
| 67.  | 17. | Salem, the Boy                            | Gary Halvorson  | Nick Bakay                                                                    | 1999. február 19.    | 13,96 millió |
| 68.  | 18. | Sabrina, the Teenage Writer               | Gary Halvorson  | Sheldon Bull                                                                  | 1999. február 26.    | 12,07 millió |
| 69.  | 19. | The Big Sleep                             | Kenneth R. Koch | Sheldon Bull                                                                  | 1999. március 12.    | 13,72 millió |
| 70.  | 20. | Sabrina's Pen Pal                         | Gary Halvorson  | Történet: Tina Weiss Tévéjáték: Kelly Baker és Danita Jones                   | 1999. március 12.    | 13,72 millió |
| 71.  | 21. | Sabrina's Real World                      | Gary Halvorson  | Charlie Tercek                                                                | 1999. április 9.     | 7,89 millió  |
| 72.  | 22. | The Long and Winding Shortcut             | Gary Halvorson  | Carrie Honigblum és Renee Phillips                                            | 1999. április 30.    | 10,91 millió |
| 73.  | 23. | Sabrina, the Sandman                      | Gary Halvorson  | Dan Berendsen                                                                 | 1999. május 7.       | 9,81 millió  |
| 74.  | 24. | Silent Movie                              | Linda Day       | Carrie Honigblum és Renee Phillips                                            | 1999. május 14.      | 10,55 millió |
| 75.  | 25. | The Good, the Bad, and the Luau           | Linda Day       | Nancy Cohen                                                                   | 1999. május 21.      | 9,01 millió  |

## 4. évad (1999-2000)
| Sor. | Év. | Cím                                   | Rendező                | Író                                | Premier              | Nézettség    |
| ---- | --- | ------------------------------------- | ---------------------- | ---------------------------------- | -------------------- | ------------ |
| 76.  | 1.  | No Place Like Home                    | Linda Day              | Dan Berendsen                      | 1999. szeptember 24. | 11,30 millió |
| 77.  | 2.  | Dream a Little Dreama Me              | Linda Day              | Sheldon Bull                       | 1999. október 1.     | 10,41 millió |
| 78.  | 3.  | Jealousy                              | Jeff Melman            | Frank Conniff                      | 1999. október 8.     | 10,99 millió |
| 79.  | 4.  | Little Orphan Hilda                   | Tom Cherones           | Nick Bakay                         | 1999. október 15.    | 10,04 millió |
| 80.  | 5.  | Spoiled Rotten                        | Linda Day              | Dan Berendsen                      | 1999. október 22.    | 9,46 millió  |
| 81.  | 6.  | Episode LXXXI: The Phantom Menace     | Kenneth R. Koch        | Charlie Tercek                     | 1999. október 29.    | 10,79 millió |
| 82.  | 7.  | Prelude to a Kiss                     | Dinah Manoff           | Betsy Borns                        | 1999. november 5.    | 10,55 millió |
| 83.  | 8.  | Aging, Not So Gracefully              | Kenneth R. Koch        | Carrie Honigblum és Renee Phillips | 1999. november 12.   | 12,57 millió |
| 84.  | 9.  | Love Means Having to Say You're Sorry | Kenneth R. Koch        | Carrie Honigblum és Renee Phillips | 1999. november 19.   | 12,12 millió |
| 85.  | 10. | Ice Station Sabrina                   | Jeff Melman            | Sheldon Bull                       | 1999. november 21.   | 7,62 millió  |
| 86.  | 11. | Salem and Juliette                    | Kenneth R. Koch        | Carrie Honigblum és Renee Phillips | 1999. december 10.   | 9,61 millió  |
| 87.  | 12. | Sabrina, Nipping at Your Nose         | Anson Williams         | Frank Conniff                      | 1999. december 17.   | 9,43 millió  |
| 88.  | 13. | Now You See Her, Now You Don't        | Sheldon Bull           | Charlie Tercek                     | 2000. január 7.      | 10,87 millió |
| 89.  | 14. | Super Hero                            | Melissa Joan Hart      | Nick Bakay                         | 2000. január 21.     | 12,03 millió |
| 90.  | 15. | Love in Bloom                         | Jeff Melman            | Dan Berendsen                      | 2000. február 11.    | 10,51 millió |
| 91.  | 16. | Welcome Back, Duke                    | Kenneth R. Koch        | Miriam Trogdon                     | 2000. február 25.    | 10,85 millió |
| 92.  | 17. | Salem's Daughter                      | Jeff Melman            | Sheldon Bull                       | 2000. március 3.     | 10,48 millió |
| 93.  | 18. | Dreama, the Mouse                     | Kenneth R. Koch        | Charlie Tercek                     | 2000. március 17.    | 10,60 millió |
| 94.  | 19. | The Wild, Wild Witch                  | Sheldon Bull           | Sheldon Krasnor és David Saling    | 2000. március 31.    | 8,72 millió  |
| 95.  | 20. | She's Baaaack!                        | Leonard R. Garner, Jr. | Carrie Honigblum és Renee Phillips | 2000. április 14.    | 8,84 millió  |
| 96.  | 21. | The Four Faces of Sabrina             | Henry Winkler          | Sheldon Bull                       | 2000. április 28.    | 8,90 millió  |
| 97.  | 22. | The End of an Era                     | Leonard R. Garner, Jr. | Frank Conniff                      | 2000. május 5.       | 10,00 millió |

## 5. évad (2000-2001)
| Sor. | Év. | Cím                                      | Rendező           | Író                         | Premier              | Nézettség   |
| ---- | --- | ---------------------------------------- | ----------------- | --------------------------- | -------------------- | ----------- |
| 98.  | 1.  | Every Witch Way but Loose                | Anson Williams    | Bruce Ferber és Marley Sims | 2000. szeptember 22. | 3,36 millió |
| 99.  | 2.  | Double Time                              | Jeff Melman       | Dan Berendsen               | 2000. szeptember 29. | 3,62 millió |
| 100. | 3.  | Heart of the Matter                      | Andrew Tsao       | Suzanne Gangursky           | 2000. október 6.     | 3,97 millió |
| 101. | 4.  | You Can't Twin                           | Kenneth R. Koch   | Ruth Bennett                | 2000. október 13.    | 3,02 millió |
| 102. | 5.  | House of Pi's                            | Andrew Tsao       | Laurie Gelman               | 2000. október 20.    | 3,70 millió |
| 103. | 6.  | The Halloween Scene                      | Melissa Joan Hart | Jon Vandergriff             | 2000. október 27.    | 4,15 millió |
| 104. | 7.  | Welcome, Traveler                        | Brian K. Roberts  | Adam England                | 2000. november 3.    | 4,57 millió |
| 105. | 8.  | Some of My Best Friends Are Half-Mortals | Joyce Gittlin     | Barry Vigon és Tom Walla    | 2000. november 10.   | 4,11 millió |
| 106. | 9.  | Lost at C                                | Brian K. Roberts  | Adam England                | 2000. november 17.   | 4,91 millió |
| 107. | 10. | Sabrina's Perfect Christmas              | Anson Williams    | Jon Vandergriff             | 2000. december 15.   | 3,86 millió |
| 108. | 11. | My Best Shot                             | Melissa Joan Hart | Suzanne Gangursky           | 2001. január 12.     | 4,05 millió |
| 109. | 12. | Tick-Tock, Hilda's Clock                 | Amanda Bearse     | Laurie Gelman               | 2001. január 19.     | 3,78 millió |
| 110. | 13. | Sabrina's New Roommate                   | Brian K. Roberts  | Ruth Bennett                | 2001. január 26.     | 3,74 millió |
| 111. | 14. | Making the Grade                         | Beth Broderick    | Laurie Gelman               | 2001. február 2.     | 4,29 millió |
| 112. | 15. | Love Is a Many Complicated Thing         | Joyce Gittlin     | Dan Berendsen               | 2001. február 9.     | 3,84 millió |
| 113. | 16. | Sabrina, the Muse                        | Anson Williams    | Suzanne Gangursky           | 2001. február 16.    | 2,99 millió |
| 114. | 17. | Beach Blanket Bizarro                    | Anson Williams    | Barry Vigon és Tom Walla    | 2001. február 23.    | 3,37 millió |
| 115. | 18. | Witchright Hall                          | Kenneth R. Koch   | Bruce Ferber és Marley Sims | 2001. április 6.     | 3,19 millió |
| 116. | 19. | Sabrina, the Activist                    | Kenneth R. Koch   | Dan Berendsen               | 2001. április 27.    | 2,70 millió |
| 117. | 20. | Do You See What I See?                   | Kenneth R. Koch   | Jon Vandergriff             | 2001. május 4.       | 2,70 millió |
| 118. | 21. | Sabrina's Got Spirit                     | Kenneth R. Koch   | Dan Kael és Grant Nieporte  | 2001. május 11.      | 2,47 millió |
| 119. | 22. | Finally!                                 | Brian K. Roberts  | Adam England                | 2001. május 18.      | 3,10 millió |

## 6. évad (2001-2002)
| Sor. | Év. | Cím                             | Rendező           | Író                         | Premier            | Nézettség   |
| ---- | --- | ------------------------------- | ----------------- | --------------------------- | ------------------ | ----------- |
| 120. | 1.  | Really Big Season Opener        | Andrew Tsao       | Jon Vandergriff             | 2001. október 5.   | 4,12 millió |
| 121. | 2.  | Sabrina's Date with Destiny     | Kenneth R. Koch   | Adam England                | 2001. október 12.  | 3,05 millió |
| 122. | 3.  | What's News                     | Melissa Joan Hart | Dan Berendsen               | 2001. október 19.  | 3,35 millió |
| 123. | 4.  | Murder on the Halloween Express | Kenneth R. Koch   | Dan Berendsen               | 2001. október 26.  | 2,90 millió |
| 124. | 5.  | The Gift of Gab                 | Brian K. Roberts  | Bruce Ferber és Marley Sims | 2001. november 2.  | 3,82 millió |
| 125. | 6.  | Thin Ice                        | Andrew Tsao       | Ruth Bennett                | 2001. november 9.  | 3,86 millió |
| 126. | 7.  | Hex, Lies & No Videotape        | Melissa Joan Hart | Suzanne Gangursky           | 2001. november 16. | 3,20 millió |
| 127. | 8.  | Humble Pie                      | Brian K. Roberts  | Laurie Gelman               | 2001. december 7.  | 2,80 millió |
| 128. | 9.  | A Birthday Witch                | Kenneth R. Koch   | Adam England                | 2002. január 11.   | 3,49 millió |
| 129. | 10. | Deliver Us from E-mail          | Anson Williams    | Dan Kael                    | 2002. január 18.   | 3,10 millió |
| 130. | 11. | Cloud Ten                       | Beth Broderick    | Laurie Gelman               | 2002. január 25.   | 3,30 millió |
| 131. | 12. | Sabrina and the Candidate       | Anson Williams    | Jon Vandergriff             | 2002. február 1.   | 2,89 millió |
| 132. | 13. | I Think I Love You              | Bill Layton       | Barry Vigon és Tom Walla    | 2002. február 15.  | 3,10 millió |
| 133. | 14. | The Arrangement                 | Kenneth R. Koch   | Rosalind Moore              | 2002. február 22.  | 3,36 millió |
| 134. | 15. | Time After Time                 | Jeff Melman       | Dan Berendsen               | 2002. március 15.  | 4,00 millió |
| 135. | 16. | Sabrina and the Kiss            | Jeff Melman       | Suzanne Gangursky           | 2002. március 22.  | 2,75 millió |
| 136. | 17. | The Competition                 | Kenneth R. Koch   | Ruth Bennett                | 2002. április 5.   | 3,12 millió |
| 137. | 18. | I, Busybody                     | Brian K. Roberts  | Adam England                | 2002. április 12.  | 2,60 millió |
| 138. | 19. | Guilty!                         | Beth Broderick    | Dan Berendsen               | 2002. április 19.  | 2,91 millió |
| 139. | 20. | The Whole Ball of Wax           | Henry Winkler     | Laurie Gelman               | 2002. április 26.  | 2,67 millió |
| 140. | 21. | Driving Mr. Goodman             | Brian K. Roberts  | Suzanne Gangursky           | 2002. május 3.     | 3,25 millió |
| 141. | 22. | I Fall to Pieces                | Melissa Joan Hart | Jon Vandergriff             | 2002. május 10.    | 2,89 millió |

## 7. évad (2002-2003)
| Sor. | Év. | Cím                                   | Rendező           | Író                               | Premier              | Nézettség   |
| ---- | --- | ------------------------------------- | ----------------- | --------------------------------- | -------------------- | ----------- |
| 142. | 1.  | Total Sabrina Live!                   | Kenneth R. Koch   | David Babcock                     | 2002. szeptember 20. | 3,59 millió |
| 143. | 2.  | The Big Head                          | Melissa Joan Hart | Andrew Borakove és Bill Rosenthal | 2002. szeptember 27. | 3,59 millió |
| 144. | 3.  | Call Me Crazy                         | Kenneth R. Koch   | Trish Baker                       | 2002. október 4.     | 3,10 millió |
| 145. | 4.  | Shift Happens                         | Jeff Melman       | Torian Hughes                     | 2002. október 11.    | 3,37 millió |
| 146. | 5.  | Free Sabrina                          | Brian K. Roberts  | Tod Himmel                        | 2002. október 18.    | 3,16 millió |
| 147. | 6.  | Sabrina Unplugged                     | Mark Cendrowski   | Jennifer Glickman                 | 2002. november 1.    | 2,99 millió |
| 148. | 7.  | Witch Way Out                         | Brian K. Roberts  | Adam Hamburger és David Hamburger | 2002. november 8.    | 3,76 millió |
| 149. | 8.  | Bada-Ping!                            | Anson Williams    | Nancy Cohen                       | 2002. november 15.   | 2,86 millió |
| 150. | 9.  | It's a Hot, Hot, Hot, Hot Christmas   | Melissa Joan Hart | Dan Kael                          | 2002. december 6.    | 3,80 millió |
| 151. | 10. | Ping, Ping a Song                     | Asaad Kelada      | Tod Himmel                        | 2003. január 10.     | 3,08 millió |
| 152. | 11. | The Lyin', the Witch and the Wardrobe | Kenneth R. Koch   | Mike Larson                       | 2003. január 17.     | 3,42 millió |
| 153. | 12. | In Sabrina We Trust                   | Bill Layton       | Torian Hughes                     | 2003. január 24.     | 3,42 millió |
| 154. | 13. | Sabrina in Wonderland                 | Anson Williams    | Dan Berendsen                     | 2003. január 31.     | 3,10 millió |
| 155. | 14. | Present Perfect                       | Kenneth R. Koch   | Trish Baker                       | 2003. február 7.     | 3,42 millió |
| 156. | 15. | Cirque du Sabrina                     | Anson Williams    | Suzanne Gangursky                 | 2003. február 14.    | 3,35 millió |
| 157. | 16. | Getting to Nose You                   | Kenneth R. Koch   | Adam Hamburger és David Hamburger | 2003. február 21.    | 2,80 millió |
| 158. | 17. | Romance Looming                       | Melissa Joan Hart | Nancy Cohen                       | 2003. február 27.    | 3,01 millió |
| 159. | 18. | Spellmanian Slip                      | Mark Cendrowski   | Andrew Borakove és Bill Rosenthal | 2003. március 20.    | 3,29 millió |
| 160. | 19. | You Slay Me                           | Asaad Kelada      | Dan Kael                          | 2003. március 27.    | 3,01 millió |
| 161. | 20. | A Fish Tale                           | Bill Layton       | Adam England                      | 2003. április 17.    | 1,98 millió |
| 162. | 21. | What a Witch Wants                    | Scott Marshall    | Suzanne Gangursky                 | 2003. április 24.    | 2,57 millió |
| 163. | 22. | Soul Mates                            | Kenneth R. Koch   | Dan Berendsen                     | 2003. április 24.    | 2,57 millió |

## TV filmek (1996-1999)
| Sor. | Év. | Cím                                                    | Rendező         | Író                                                                                                   | Premier              | Nézettség    |
| ---- | --- | ------------------------------------------------------ | --------------- | --- | -------------------- | ------------ |
| 1.   | 1.  | Sabrina, a tiniboszorkány (Sabrina the Teenage Witch)  | Tibor Takács    | Történet: Barney Cohen és Kathryn Wallack Tévéjáték: Barney Cohen, Nicholas Factor és Kathryn Wallack | 1996. április 7.     | N/A          |
| 2.   | 2.  | Sabrina Rómába megy (Sabrina Goes to Rome)             | Tibor Takács    | Dan Berendsen                                                                                         | 1998. október 4.     | 12,95 millió |
| 3.   | 3.  | Sabrina, a mélytengeri boszorkány (Sabrina Down Under) | Kenneth R. Koch | Dan Berendsen                                                                                         | 1999. szeptember 26. | 10,28 millió |